# Autostrada A54 (Italia)

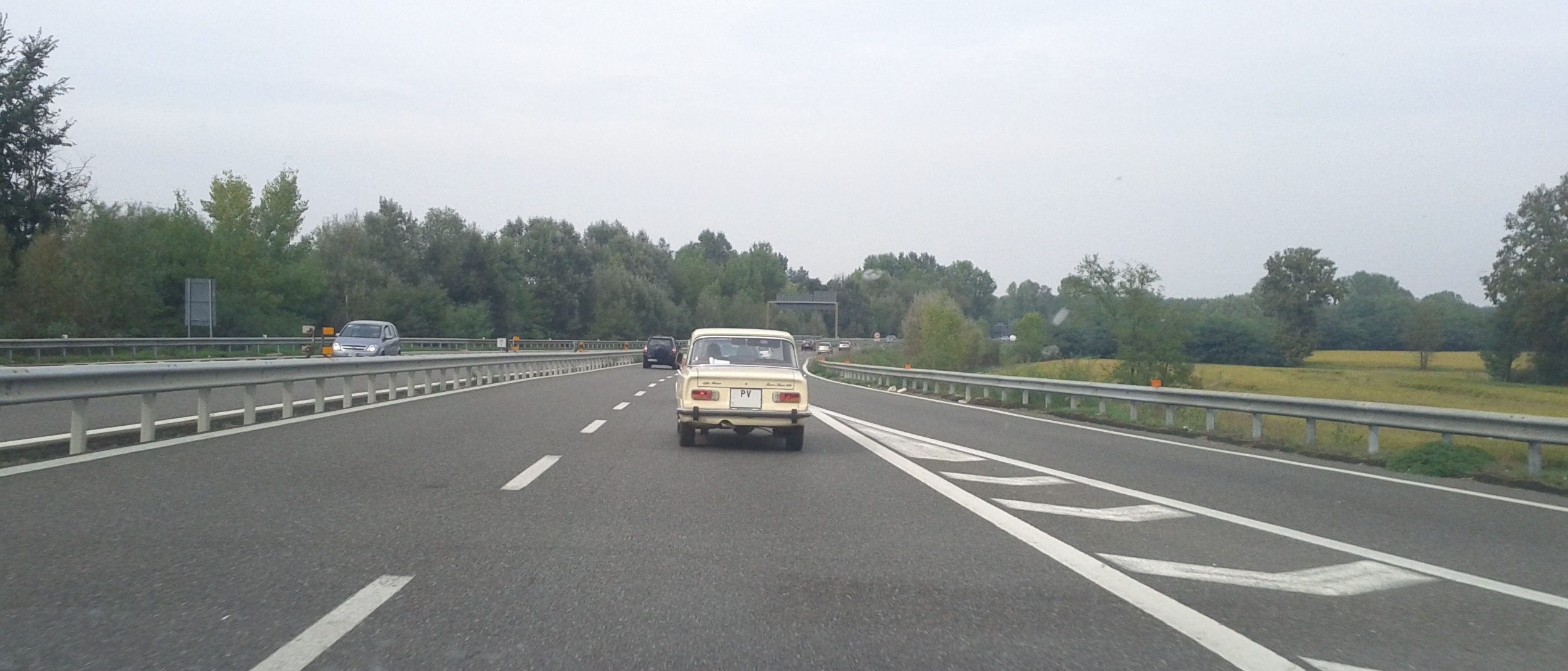
L'autostrada A54 nella zona di San Martino Siccomario

L'autostrada A54, o tangenziale Ovest di Pavia, è un'autostrada tangente alla città di Pavia nella sua zona ovest, gestita dalla società concessionaria Milano Serravalle - Milano Tangenziali.

## Storia
Costruita dalla società concessionaria Milano Serravalle - Milano Tangenziali SpA è entrata in funzione nel 1994 dopo tre anni di lavori.
Fino al 2015 è stata l'unica tangenziale di tipo autostradale a servire un capoluogo di sola provincia e non anche di regione, fino all’inaugurazione della Autostrada A60 (Italia) Tangenziale sud di Varese.

## L'autostrada oggi
Nasce come variante autostradale della ex strada statale 35 dei Giovi. Arrivando da Genova dalla statale si entra sulla tangenziale al km 0; la strada poi prosegue in direzione nord passando sul fiume Ticino seguendo un andamento curvilineo, si collega direttamente all'A7 Milano-Genova per mezzo del raccordo Bereguardo-Pavia e alla tangenziale Nord di Pavia e termina dopo 8,4 km immettendosi di nuovo sulla SS 35 diretta a Milano.
È costituita da due corsie per senso di marcia ed è priva di corsia di emergenza.
Tutti i sei svincoli d'uscita e ingresso sono liberi da caselli e non possiede barriere autostradali in quanto priva di pedaggio.
Attraversa due comuni, quello di San Martino Siccomario dal km 0 al km 2,5 e quello di Pavia.

## Tabella percorso
| A54 TANGENZIALE DI PAVIA |                                                           |     |           |
| Tipo                     | Indicazione                                               | km  | Provincia |
|                          | dei Giovi - Genova                                        | 0,0 | PV        |
|                          | Pavia Sud                                                 | 0,4 | PV        |
|                          | San Martino Siccomario Pavia Borgo Ticino                 | 1,8 | PV        |
|                          | Raccordo Bereguardo-Pavia Milano - Genova                 | 5,3 | PV        |
|                          | Pavia Ovest Bereguardo-Abbiategrasso Stazione ferroviaria | 5,9 | PV        |
|                          | Pavia Ospedali Istituti Universitari                      | 6,1 | PV        |
|                          | Pavia Via Brambilla Questura Prefettura Stadio            | 7,0 | PV        |
|                          | Bronese - Tangenziale nord Pavia - Piacenza               | 7,4 | PV        |
|                          | dei Giovi - Milano                                        | 8,4 | PV        |

L'autostrada dal km 5 in poi si sviluppa totalmente nel territorio urbano di Pavia, precedentemente, invece, attraversa parzialmente la campagna pavese e il Parco del Ticino.